# Лейонхуфвуд, Эбба
Эбба Маурицдоттер Лейонхуфвуд (швед. Ebba Mauritzdotter Leijonhufvud, также известная как Левенгаупт (швед. Lewenhaupt); 1595—25 января 1654), — шведская придворная дама и дворянка, графиня Расеборга. С 1639 по 1644 год она служила обер-гофмейстериной (швед. överhovmästarinna) и приёмной матерью при королеве Швеции Кристине.

## Ранняя биография
Эбба Маурицдоттер родилась в семье графа Маурица Стенссона Лейонхуфвуд и Амалии фон Хацвельд: её бабушкой по отцовской линии была Эбба Лиллихёк, от которой её отец и она сама унаследовали графство Расеборг.
Эбба Маурицдоттер вышла замуж за члена риксрода и канцлера графа Сванте Стуре (ум. 1616), а в 1618 году — за члена риксрода и генерал-губернатора Класа Хорна Канкасского (ум. 1632). Однако, как это было принято для шведской знати вплоть до конца XVIII века, она сохраняла свою собственную фамилию Лейхонхуфвуд после замужества. В 1636 году она породнилась с Акселем Оксеншерной, лидером регентского правительства королевы Кристины, через брак её дочери (и единственного ребёнка) Анны Маргареты Стуре (1614—1646) с Юханом Оксеншерной.
В 1631 году она сопровождала королеву Марию Элеонору Бранденбургскую в Германию, где присоединилась к своему второму супругу Хорну, участвовавшему в Тридцатилетней войне. Овдовев в следующем году, она вернулась в Швецию вместе с племянницей своего покойного супруга Агнетой Хорн, опекуном которой она была. В знаменитых мемуарах Агнеты Горн она описывается как «холодная и бессердечная» приёмная мать.

## Придворная жизнь
В 1633 году Эбба Лейхонхуфвуд была назначена правительницей гардеробной несовершеннолетнего монарха, королевы Кристины, с ответственностью за придворных дам королевы. Она занимала этот пост в течение одного года, на котором её сменила Элисабет Юлленшерна.
После смерти приёмной матери и тётки королевы, Катарины Шведской, регентский совет во главе с Акселем Оксеншерной усмотрел необходимость в назначение новой приёмной матери для несовершеннолетней королевы (её настоящая мать была изгнана), что привело к реорганизации двора королевы. Чтобы молодая королева не зависела от одного единственного человека и любимой фигуры матери, королевский совет решил разделить должность главной фрейлины (ответственной за придворных дам королевы) и должность королевской гувернантки (или приёмной матери) на четыре женщины, по две на каждую должность. Соответственно, в 1639 году Эбба Лейонхуфвуд и Кристина Натт ох Даг были назначены на должность королевской гувернантки и приёмной матери (швед. Upptuktelse-Förestånderska), в то время как Беата Оксеншерна и Эбба Рюнинг были назначены на должность главной фрейлины, все четверо носили официальный ранг и титул гофмейстерины (швед. hovmastarinna).
Выбор Эббы Лейонхуфвуд и Кристины Натт ох Даг на должность приёмной матери был официально мотивирован характерными для них обеих качествами «честности и добродетели, серьёзности и стойкости», а в случае с Лейонхуфвуд, среди прочего, её прекрасно образованная дочь Анна Маргарета послужила примером большого таланта её матери в воспитании ребёнка. Однако в действительности Эбба Лейонхуфвуд была родственницей Акселя Оксеншерны благодаря той же самой дочери, а Беата Оксеншерна и Эбба Рюнинг также были связаны с партией рода Оксенсшерна, которая предположительно сыграла определённую роль в их назначениях. Кристины Натт ох Даг, со своей стороны, имела хорошие связи при дворе, её бабушка по отцовской линии Карин Юлленшерна была главной фрейлиной королевы Катерины Ягеллонки и принцессы Анны Шведской.
Решение королевского совета по предоставлению королеве Кристине нескольких приёмных матерей, чтобы избежать её привязанности к одному человеку, кажется, было эффективно: Кристина не упоминала своих приёмных матерей непосредственно в своих мемуарах и, похоже, не имела какой-либо привязанности ни к одной из них, и они, похоже, не играли никакой роли при дворе после окончания срока их службы. За некоторыми исключениями, такими как Эбба Спарре, леди Джейн Рутвен и Луиза ван дер Нот, Кристина вообще не проявляла какого-либо интереса к своим придворным дамам и обычно упоминала их в своих мемуарах только для того, чтобы выгодно сравнить себя с ними, называя себя более мужественной, чем они. В 1639 году она упоминает о своем отношении к своим фрейлинам в связи с Беатой Оксеншерной и её дочерью, фрейлиной Мертой Ульфспарре:
«Хозяйка мантии Леди м-ль Оксеншерна и её дочь только что прибыли. Чем больше их приходит сюда, тем хуже» […] " «Я презираю всех в моём окружении, особенно женщин моего двора, от которых я не могу вынести ни малейшего упрёка».
В 1642 году умерла её коллега Кристина Натт ох Даг, а в 1644 году королева Кристина была объявлена совершеннолетней. Поскольку её единственный ребёнок умер бездетным до неё, Эбба Лейонхуфвуд назначила своим наследником своего бывшего зятя Юхана Оксеншерну.